# Бабуняк Ярослав Іларіонович
Бабуняк Ярослав Іларіонович (2 січня 1924, село Вербів, нині Бережанського району Тернопільської області — 29 серпня 2012) — український бандурист, диригент. Заслужений діяч мистецтв України, почесний член Всеукраїнського товариства «Просвіта». Лауреат (разом із хором «Гомін») Всеукраїнських премій ім. Братів Лепких (м. Тернопіль, 1999) та ім. І. Огієнка (2002). 1-й лауреат Міжнародного музичного фестивалю гри на бандурі (Валія, 1953), Міжнародного музичного фестивалю у солоспівах (1950—1960).

## Життєпис
Ярослав Іларіонович Бабуняк народився 2 січня 1924 в селі Вербів (нині село Бережанського району Тернопільської області) в сім'ї вчителя музики — Ілярія Бабуняка. Освіту здобував спочатку у Вербові, а згодом у Бережанській гімназії, де викладав батько. Саме в цей час займався вокалом (голос баритон), вивчав гру на скрипці.
Першим, хто познайомив його з грою на бандурі, став офіцер Червоної Армії Анатолій Білоцький. Бандурист Білоцький, полк якого довгий час стояв в Бережанах, привіз хлопцеві з Києва і першу бандуру роботи майстра Линяйла.
1942 року Ярослав почав навчання на Лісовому факультеті Львівського університету. Брав уроки гри на бандурі в Юрія Сінгалевича. Водночас активно виступав творчим дуетом з В. Юркевичем (учнем Ю. Сінгалевича). Співав у хорі Остапа Осташевського та «Бандурі» Тараса Лозинського. В цьому ж році узяв участь у з'їзді бандуристів Галичини. Паралельно грав у зведеній капелі, яку очолював Ю. Сінгалевич.
Під час німецької окупації грав в ансамблі разом зі Степаном Ганушевським, Степаном Малюцою, Юрієм Сінґалевичем, Григорієм Бажулом, а потім із Зіновієм Штокалком, Володимиром Юркевичем та Григорієм Смирним.
У 1943 вступив до дивізії «Галичина», взявши з собою бандуру.
По закінченню війни Бабуняк потрапив до полону в Белярії (Італія). Там він почав сам виготовляти бандури й навчав грі на них полонених українців. При хорі «Бурлаки» з його ініціативи було створено ансамбль бандуристів.
Учнями Ярослава Іларіоновича в різні роки були: Володимир Мота, Борис Боднар, Петро Семенюк, Володимир Войтович, Петро Гулага, Володимир Домашовець, Микола Стек.
Звільнившись із полону в 1948 році, одружився з Тамарою Гриневич. Від 1948 постійно проживав у Великій Британії. Продовжував виступати як співак і соліст-бандурист, організовував музичні студії. Активно виступав з хором «Гомін», керівником якого був. Багато їздив по світу. В 1996 році відвідав Україну.
Помер 29 серпня 2012 року.

## Літературні твори
- Мій отаман // Бережанщина у спогадах емігрантів. — Тернопіль, 1993.